# Buława (wieś)
Buława (ros. Булáва) – wieś (ros. село, trb. sieło) we wschodniej Rosji w Kraju Chabarowskim w Rejonie Ulczskim. Leży ona na prawym brzegu rzeki Amur, pomiędzy Jeziorem Kadi i Jeziorem Auriinskoye.

## Historia[2]
Wieś założono w 1812 roku. Mieszkańcy utrzymywali się głównie z pszczelarstwa, rybołówstwa i polowania. Gdy w połowie XIX wieku do wsi przybyli rosyjscy osadnicy, we wsi zaczęło się rozwijać rolnictwo. Od przybyszy mieszkańcy otrzymali różne zwierzęta hodowlane, m.in. krowy, świnie, kozy, owce i kury.
W 1860 roku na Amurze zaczął kursować parostatek, z którego mieszkańcy wsi zaczęli ochoczo korzystać. Ułatwiło to im transport drewna i koni.
W 1872 roku w okolicy Buławy doszło do poważnej powodzi, jednak wieś została nienaruszona.
W roku 1924 w wiosce otwarto pierwszą szkołę podstawową. Cztery lata później mieszkańcy założyli stowarzyszenie „Nasza Moc”, które miało na celu wyeliminowanie analfabetyzmu wśród rybaków. Następnie otwarto tam bibliotekę.
W czasie drugiej wojny światowej prawie cała populacja wsi została wysłana na front. Ludzie z Buławy brali udział, m.in. w pokonaniu Armii Kwantuńskiej.
Podczas zimnej wojny wioska zaczęła się mocno rozwijać. Wybudowano w niej bloki mieszkalne, kolejną szkołę, przedszkole, warsztat i elektrownię.
Na przełomie sierpnia i września 2013 ponownie doszło do poważnej powodzi, która doprowadziła do zalania części wsi. Po tym wydarzeniu wielu mieszkańców przeniosło się na wyżej położone tereny.